# Voie de la Dombes
La voie de la Dombes est une voie verte c'est-à-dire à la fois un chemin de randonnée, une piste cyclable et un espace vert. Elle emprunte le tracé de la Ligne de Lyon-Croix-Rousse à Trévoux désaffectée. Elle traverse Caluire-et-Cuire pour aboutir à Sathonay-Camp.

## Présentation

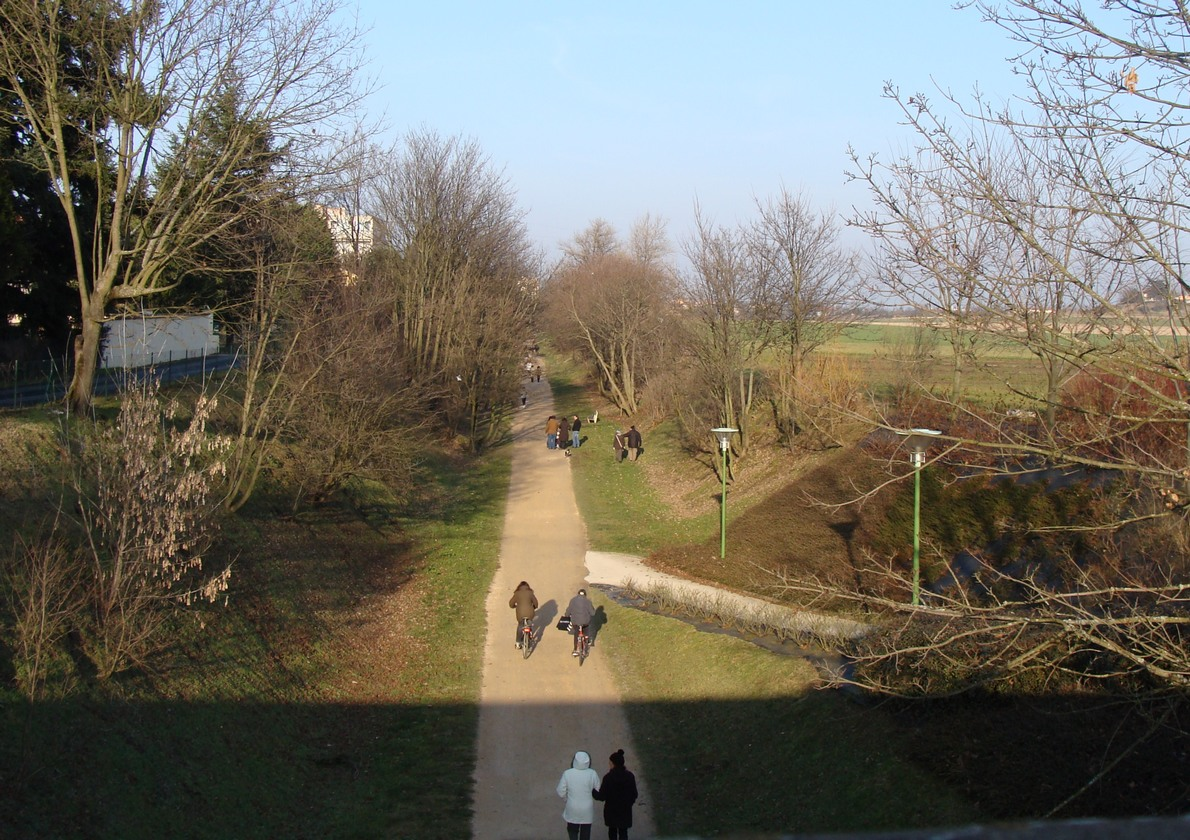
La voie de la Dombes, en janvier 2009.

La voie de la dombes qui mesure 5 km, traverse ou longe plusieurs quartiers de Caluire-et-Cuire : son point d'origine (45° 47′ 19″ N, 4° 50′ 15″ E) est dans Cuire-le-Haut. Après Cuire-le-Haut, la voie forme la frontière entre Montessuy et Le Bourg ; ensuite, au niveau de Vassieux, elle bifurque en traversant le quartier du Le Vernay. Son point d'arrivée (45° 48′ 54″ N, 4° 52′ 01″ E) se trouve à l'orée de Sathonay-Camp, au niveau du Boulevard des oiseaux.
Elle emprunte la plate-forme de la section Croix-Rousse - Sathonay de la ligne Lyon-Croix-Rousse - Trévoux ; d'un point de vue ferroviaire, cette section a été définitivement fermée le 28 septembre 1975.

## Toponymie
La voie verte aménagée par le conseil général du Rhône dans les années 1990[réf. nécessaire], utilise le nom de « Dombes » en référence à la région naturelle de l'Ain, la Dombes. En effet, la ligne Lyon-Croix-Rousse - Trévoux se terminaient à Trévoux, ville située en Dombes où se trouve d'ailleurs l'ancien palais du parlement de Dombes.

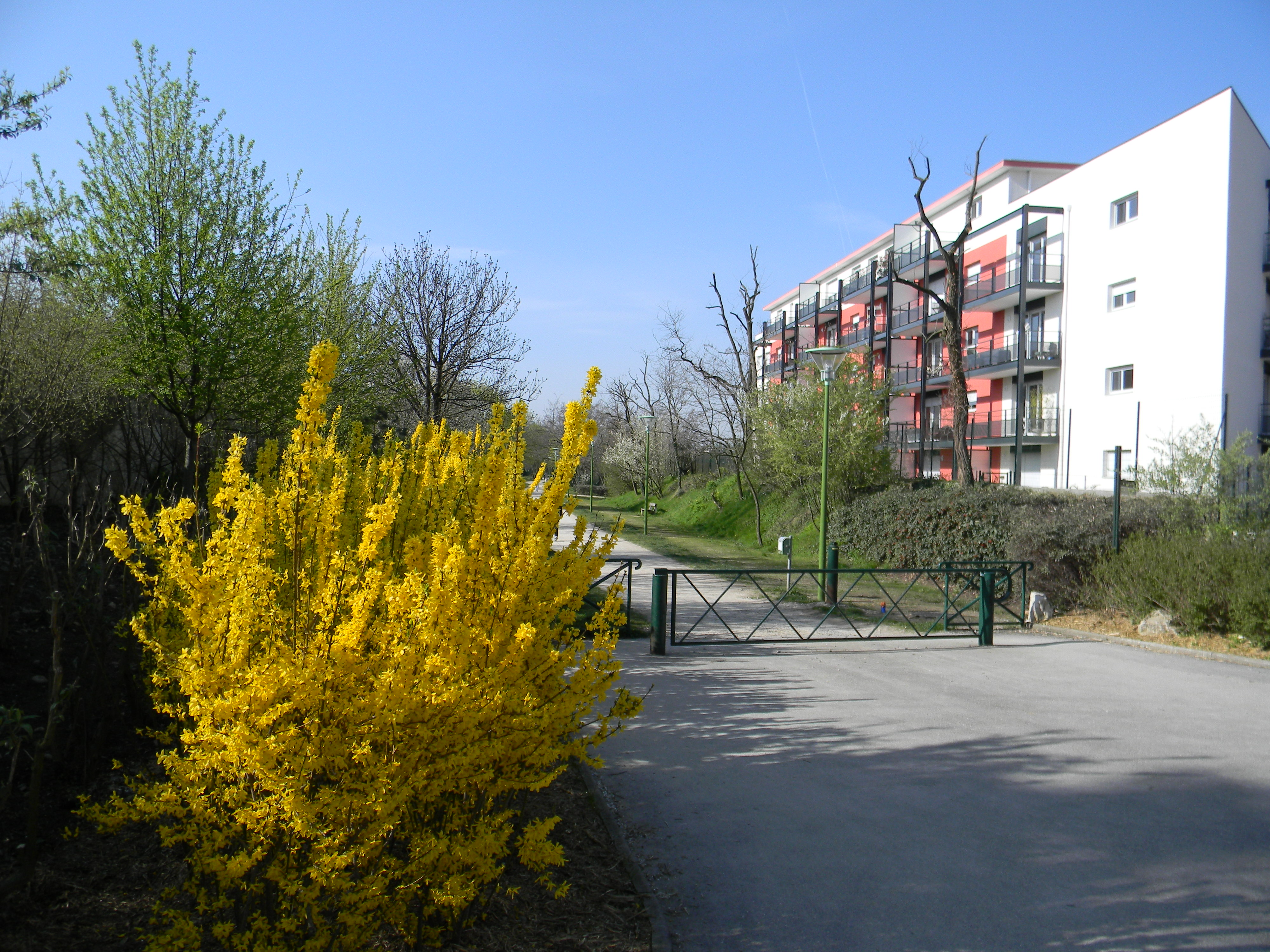
Vue de la voie de la Dombes.

## Histoire
En 2022, le projet des Voies Lyonnaises fait passer la VL7 par la voie verte. Face à une forte opposition, le projet est finalement abandonné.